# 布鲁维莱尔
布鲁维莱尔（法語：Brouviller，法語發音：[bʁuvilɛʁ]）是法国摩泽尔省的一个市镇，属于萨尔堡-萨兰堡区。

## 地理
布鲁维莱尔（48°45'57"N, 7°9'29"E）面积11.24 平方千米，位于法国大東部大區摩泽尔省，该省份为法国东北部内陆省份，是洛林的一部分，西南接默尔特-摩泽尔省，东临下莱茵省，北与卢森堡和德国接壤。
与布鲁维莱尔接壤的市镇（或旧市镇、城区）包括：阿尔兹维莱尔、布尔沙伊德、亨利多夫、埃朗日、奥马尔坦、利克赛姆、雷丹、圣让库尔策罗德、旧利克赛姆、瓦尔唐堡。
布鲁维莱尔的时区为UTC+01:00、UTC+02:00（夏令时）。

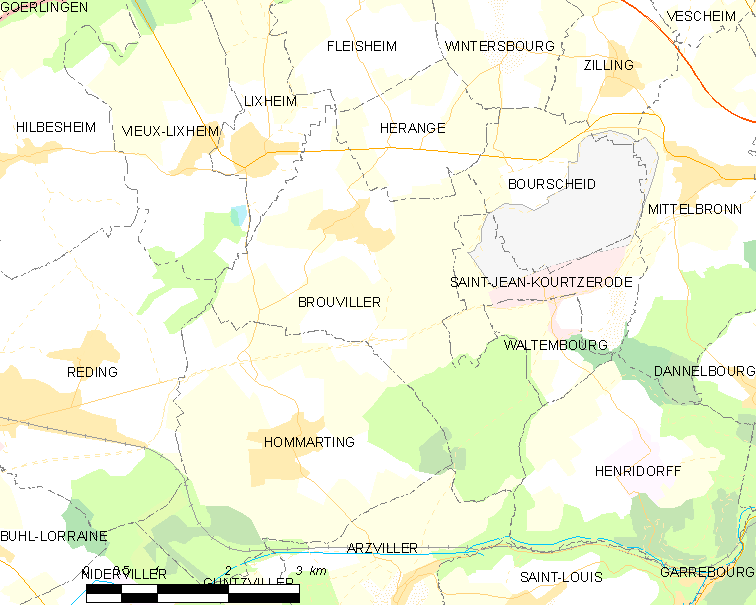
布鲁维莱尔的OSM定位图

## 行政
布鲁维莱尔的邮政编码为57635，INSEE市镇编码为57114。

## 政治
布鲁维莱尔所属的省级选区为法尔斯堡县。

## 人口

1962-2008年间布鲁维莱尔人口变化图示

布鲁维莱尔于2022年1月1日时的人口数量为420人。